# محمد العتريس
محمد بن عبد العزيز بن قريش ويلقب العتريس شيخ وعابد ومرشد ديني من آل البيت، ينتهي نسبه إلى الحسين بن علي بن أبي طالب. تفقه على مذهب الإمام الشافعي، وسلك مسلك الصوفية واقتفى آثارهم، وجلس في المقام الزينبي ليخدمه ويخدم زواره. وظل ملازمًا للمقام إلى أن انتقل إلى الرفيق الأعلى في أواخر القرن السابع الهجري ودفن بالطرف الشمالي الغربي من مقام السيدة زينب، وقد أوصى بأن يدفن في هذا المكان حيث كان يقيم مجالس العبادة والدعوة فيه أكثر حياته. وهو شقيق إبراهيم الدسوقي صاحب المقام المعروف بمدينة دسوق.